# Курино
Курино (итал. Curino) је насеље у Италији у округу Бијела, региону Пијемонт.
Према процени из 2011. у насељу је живело 475 становника. Насеље се налази на надморској висини од 359 м.

## Становништво
| 1936. | 1951. | 1961. | 1971. | 1981. | 1991. | 2001. | 2011. |
| ----- | ----- | ----- | ----- | ----- | ----- | ----- | ----- |
| 1.229 | 1.075 | 901   | 711   | 582   | 507   | 475   | 453   |